# 模造王女騷動記
《模造王女騷動記》（模造王女騒動記 フェイク・フェイク）是日本輕小說家榊一郎繼《半熟公主》後在HJ文庫發表的第二部輕小說，插畫為藤田香。榮獲「2007年日本HJ文庫最佳暢銷作品」。
《模造王女騷動記》是榊一郎因為某位作家在對他說：「《廢棄公主》這個書名裡面有『廢棄』和『公主』對吧，我原本還以為這是一個描述一個革命後從君主制改制後王族被廢的國家，而原本公主的影武者機器人被丟棄在垃圾堆接著被男主角撿到的故事」，因此給他的靈感，在詢問過對方的同意後寫出來的作品。

## 故事概要
某天，夢想擁有平凡生活的南部匡平面前突然出現一個全裸的美少女！匡平被迫照顧這個自稱是「代替帕咪兒公主的機器人」的女孩，兩個人不僅在同一個屋簷下生活，而且少女還以匡平妹妹的名義和他一起上學，眼看著平凡的人生正以超音速離匡平而去……。

## 登場人物

### 主要角色
南部匡平
本書主角。是個非常喜歡平凡和平的少年，因為父親南部周平的工作關係，經歷了不少慘痛經驗。有一天在自家兼倉庫中發現了帕咪兒，因此失去了他所喜愛的平凡和平生活。
帕咪兒
從南部家兼倉庫的大箱子中跳出來的少女，自稱「貝爾格曼王家第十三代多爾夫‧提利璐‧巴洛爾‧貝爾格曼長女暨擁有第一王位繼承權的帕咪兒夫‧卡露露‧巴洛爾‧貝爾格曼公主的替身機器人FR-MC09‧『帕咪兒IX』」，被匡平叫做帕咪兒，因為周平偽造了戶籍資料，因此對外以南部周平的國外私生女南部匡平的妹妹南部晴美這個身分自稱，是個做事少一根筋的少女，會從眼睛射出光線和其他武器。

### 匡平的學校同學
響瑞人
匡平的同班同學兼好友，和匡平不同，是個非常喜歡引人注意的少年，把頭髮染成紅色，戴上綠色的隱形眼鏡，臉上還有不知是真的還是貼紙的刺青，隨身背著電子吉他，因為成績很好旁人認為他有盡到學生的本分才能保持這副打扮。
村田早苗　
匡平的學妹，留著西瓜頭，戴著圓框眼鏡的少女，其實是個美女只是不會打扮，運動神經不好，興趣是各種咒術，暗戀匡平。
峰部蓉子　
匡平的學妹，早苗的朋友，是個充滿活力，運動神經好的少女，經常在早苗執行詛咒時阻止她。

### 南部家
南部周平
匡平的父親，自稱國際商人，往來各國買賣各種合法和不合法的東西，獨自扶養匡平長大，對於匡平的感覺是「不知不覺間就跟在身邊了」，不過其實非常關心匡平，因為工作的關係經常不在家，每次回家時的裝扮都不同。
南部明美
南部周平的堂姊，嫁入貝爾格曼王室，在幾年前就已經死了，因為她的關係，所以周平才得以幫貝爾格曼王族買賣私人物品。

### 克爾貝特
豐和薰子
喫茶店「克爾貝特」的店主，是個治癒系的美人，非常喜歡機器。

### 貝爾格曼王國
多爾夫‧提利璐‧巴洛爾‧貝爾格曼
前貝爾格曼王家第十三代國王，因為貝爾格曼王國發生革命，當革命軍闖入位於王座下的密室時，引爆炸彈，下落不明。

### 其他
史多納姊妹
姊姊艾爾西亞‧史多納及妹妹艾密特‧史多納，被「上校」僱用的綁匪姊妹，姊妹兩人都穿著黑西裝，戴著黑墨鏡，頭髮都是紅色的，兩人外表的最大差別在頭髮的長度，姊姊的頭髮比較長。

## 名詞解釋
貝爾格曼王國
位於北歐的小國家，原本行君主制政體，因為發生革命而改制成民主制國家，王族被消滅，國名也改掉了。
貝爾格曼國營電視台（ＢＮＢ）
貝爾格曼王國的國營電視台，在革命發生時比皇宮還要早攻佔，當革命成功後宣告「國民們！我們勝利了！」
「以舊有獨裁政治統治我們的王室已不復存在！我們今日將在此宣誓嶄新的自由民主國家就此成立！」

## 助手制度
作者在創作本作時，引入了助手制.

## 出版書籍

### 日文版
1. ISBN 4894255367
2. ISBN 4894256312
3. ISBN 4894258315

### 中文版
1. 模造王女騷動記 平凡生活的破壞者　ISBN 978-986-10-0414-3
2. 模造王女騷動記 瘋狂妹妹　　　　  ISBN 978-986-10-1711-2
3. 模造女王騷動記 異形國度　　　　  ISBN 978-986-10-3872-8